# Тхошапон Хіммапан
Тхошапон Хіммапан (тай. ทศพล หิมพนาต์) — таїландський співак та відомий актор. Він став співаком на звукозапису Four-s з 1995 року.

## Дискографія

### Альбом
- 1995 - Ah Lai Mary (อาลัยเมรี)
- 2000 - Nak Sang Seeka (นาคสั่งสีกา)
- Lae Si Kasat Dien Dong (แหล่สี่กษัตริย์เดินดง)

## Фільмографія
- 199X - Phor
- 2003 - Mon Phleng Luk Thung FM[4]
- 2013 - Ruam Phon Khon Luk Thung Nguen Lan